# Jag kommer hem till jul
Jag kommer hem till jul är den svenska gruppen Timoteijs första och enda julsingel och är även deras sista singel på svenska. Skivan släpptes den 9 november 2012.